# Sonqor
Sonqor es un condado montañoso de la provincia de Kermanshah, Irán. Según el censo 1996, Sonqor tenía una población de 112.214 habitantes. Consiste en dos distritos: Central (Sonqor) y Koliai, y nueve municipios. La ciudad de Sonqor, se encuentra a 85 kilómetros al noreste de Kermanshah. Está a 1700 metros sobre nivel del mar y tiene un clima frío.
- Datos: Q1113866
- Multimedia: Sonqor County / Q1113866